# 西屋电气
西屋電氣公司（Westinghouse Electric），簡稱西屋公司，是美国著名的电气設備公司。

## 歷史
西屋于1886年由喬治·威斯汀豪斯在美国宾夕法尼亚州创立，总部设在宾夕法尼亚州匹兹堡市，1889年时曾改名西屋电工制造公司（Westinghouse Electric Manufacturing Company），1945年10月改用现名。
1955年，西屋正式涉足核能领域。1979年的美国三哩岛核泄漏事故之前，西屋负责建造了美国在运行的105个核电站中的48个，并且在海外建造了31个。
从1994年开始，西屋就不断地出售自己的核心业务部门。该公司于1995年购买了哥伦比亚广播公司。1999年被維亞康姆合併。此為1886年所成立的西屋公司的最後結尾。
西屋原本的核電事業被賣給英國英國核子燃料有限公司（BNFL），仍然稱為西屋公司（與上述1886年成立的西屋公司並非同一公司）。2006年，英国核燃料有限公司以54亿美元把西屋转卖给东芝，后者因此获得西屋77%的股份。
2017年3月28日，1998年成立的西屋公司（核電事業）申請破產保護。
2018年1月4日，西屋电气公司同意以约46亿美元被Brookfield BusinessPartners LP及合作机构收购。Brookfield将以约40亿美元现金买下西屋100%股权，Brookfield表示，交易将由10亿美元股票和30亿美元债务融资组成，这一收购价格包括西屋电气有限公司所有的全球业务，以及其附属债务人和债务人持有资产，不包括现金，但包括一定的养老金、环境以及其他经营义务。
2019年，西屋公司收购加拿大NA Engineering Associates。
2020年：西屋公司收购英国Inspection Consultants Limited和劳斯莱斯的核服务部门。

## 专利
在20世纪，西屋工程师和科学家获得了超过28,000项美国政府专利，是所有公司中第三大的专利公司。

## 外部連結
- 官方网站（英文）
- 西屋中國 （页面存档备份，存于） （简体中文）